# Bethany (Missouri)
Pour les articles homonymes, voir Bethany.
La ville de Bethany est le siège du comté de Harrison, situé dans l'État du Missouri, aux États-Unis. Lors du recensement de 2010, elle comptait 3 292 habitants.

## Démographie
| Groupe            | Bethany | Missouri | États-Unis |
| ----------------- | ------- | -------- | ---------- |
| Blancs            | 96,4    | 82,8     | 72,4       |
| Autres            | 1,6     | 3,0      | 11,2       |
| Métis             | 0,9     | 2,1      | 2,9        |
| Afro-Américains   | 0,6     | 11,6     | 12,6       |
| Amérindiens       | 0,5     | 0,5      | 0,9        |
| Total             | 100     | 100      | 100        |
|                   |         |          |            |
| Latino-Américains | 3,0     | 3,6      | 16,7       |

Selon l’American Community Survey, pour la période 2011-2015, 94,32 % de la population âgée de plus de cinq ans déclare parler l'anglais à la maison et 5,68 % déclare parler l'espagnol, 0,80 % une langue africaine et 2,81 % une autre langue.